# Catalien Neelissen
Catharina Eline Maria „Catalien” Neelissen (ur. 4 listopada 1961 w Haarlemie) – holenderska wioślarka, brązowa medalistka olimpijska.

## Kariera
Wystąpiła na igrzyskach olimpijskich w Los Angeles w 1984, gdzie osada Holandii w składzie: Nicolette Hellemans, Lynda Cornet, Harriet van Ettekoven, Greet Hellemans, Marieke van Drogenbroek, Anne-Marie Quist, Catalien Neelissen, Wiljon Vaandrager i Marty Laurijsen (sterniczka) zdobyła brązowy medal w ósemkach. W finale uplasowały się o 3,12 sekundy za osadą USA i 1,05 sekundy za Rumunkami. Na tych samych igrzyskach zajęła piąte miejsce w czwórkach ze sternikiem. 
W 1990 ukończyła studia na kierunku historia sztuki na Uniwersytecie w Utrechcie. Po zakończeniu kariery pracowała jako copywriter.